# مصرف بغداد
مصرف بغداد (سوق العراق للأوراق المالية: BNKB) هو مصرف عراقي خاص، تأسس في بغداد عام 1992.

## نبذة تاريخية
مصرف بغداد هو أول مصرف رُخّص له في العراق، حيث أنه بدأ بالعمليات المصرفية في سنة 1992 واضعاً حاجات الاقتصاد الوطني في أولويّاته. وقد تأسّس مصرف بغداد بعد تعديل المادة الخامسة من قانون بنك المركزي العراقي.
مارس مصرف بغداد وحتى 25 من سبتمبر لعام 1998 الأعمال المصرفية التجارية فقط. ثم نوّع محفظته الخدمتية حتى شملت الخدمات المصرفية على نطاق أوسع وذلك بعد أن سمح البنك المركزي العراقي لجميع المصارف الخاصة بممارسة كافة الأنشطة المصرفية.
كان عام 2005 لمصرف بغداد عام التحوّل، فامتلك كل من بنك الخليج المتحد وشركة العراق القابضة أسهماً قدرها 49٪ من رأس مال المصرف.
مصرف بغداد هو مصرف تابع لبنك برقان العضو في مجموعة شركة مشاريع الكويت (القابضة)، مما يجعل مصرف بغداد ضمن سبعة بنوك تعمل في الوطن العربي وهي: مصرف بغداد في العراق، بنك سورية والخليج في سورية، بنك الخليج الجزائر في الجزائر، بنك الأردني الكويتي في الأردن، بنك تونس العالمي في تونس، بنك برقان في الكويت وبنك الخليج المتحد في البحرين ، ويتم تقديم خدمات مالية ومصرفية لعملائنا كالاعتمادات والتمويل التجاري. وهناك مؤسّسات متخصصة بتقديم الخدمات المالية لإدارة الأصول والاستثمارات الأخرى: شركة بنك الخليج المتحد للأوراق المالية في البحرين، شركة الخليج المتحد للخدمات المالية في قطر، شركة مشاريع الكويت الاستثمارية لإدارة الأصول في الكويت، شركة الضيافة للاستثمار في الكويت، رويال كابيتال في أبوظبي ، شركة شمال أفريقيا القابضة في الكويت وشركة منافع افي الكويت.
.
تطوّر مصرف بغداد من مصرف محلّي إلى مصرف عالمي خلال السنوات الماضية. وهو يواصل في نموّه وبأدائه الحسن وذلك على الرغم من الاضطرابات في الأسواق المالية العالمية، وعدم الاستقرار المحلي المؤثّر على الاقتصاد العراقي. لقد شهد مصرف بغداد نمواً استثنائياً خلال عام 2007 إذ حقق ربحاً صافياً قدره 12.6 مليار دينار عراقي (13.6 مليون دولار أمريكي) مقارنةً بمبلغ 3.6 مليار دينار عراقي (2.7 مليون دولار أمريكي) في عام 2006 بزيادة قدرها 361.11% مقارنة بأرقام عام 2006. وقد تم تحقيق جزء كبير من نجاح المصرف من خلال التعزيزات التقنية ومن جراء اهتمامنا الاستراتيجي بالمستقبل. ويلعب المصرف دوراً فعّالاً بإعادة بناء العراق بالاستفادة من الفرص المتوفّرة لتطوير القطاعات النفطية وغير النفطية وفي بناء البنية التحتية وتمويل البناء.
.

## فروع البنك
عدد فروع المصرف حالياً (23) فرعاً داخل العراق إضافة إلى فروع أخرى في سوريا والأردن .